# Holly Goodhead
Holly Goodhead é uma personagem do filme 007 contra o Foguete da Morte,
da série cinematográfica do espião britânico James Bond, criado por Ian Fleming.
Cientista, astrofísica, agente da CIA, astronauta e aliada de 007, ela não existe em nenhum livro de Fleming - apesar de ter similaridades com 'Gala Brand', a heroína do livro original, Moonraker-  sendo criada especialmente para o cinema, onde foi interpretada pela atriz Lois Chiles. Os criadores da personagem, porém, mantiveram o padrão de dar um nome pitoresco à bond girl, no mesmo estilo das anteriormente criadas por Fleming, (Goodhead em inglês:cabeça boa) como Pussy Galore, Mary Goodnight e Plenty O'Toole.

## Características
Mulher de grande preparo físico e intelectual, formada em Vassar , Goodhead é uma espiã infiltrada pela CIA na organização do megaempresário e lunático Hugo Drax e na construção de sua nave espacial Moonraker 5, da qual participa por seus conhecimentos técnicos no departamento do ônibus espacial, na NASA, para coletar informação sobre suas intenções de criar uma raça superior no espaço e exterminar a vida na Terra.

## Filme
Fazendo uma visita à organização de Drax, Bond conhece a cientista Goodhead e, mais tarde, em Veneza, num segundo encontro, descobre que ela é uma agente secreta, após encontrar equipamentos padrão de espionagem da CIA em seu quarto de hotel. A princípio relutantes de trabalhar juntos pela mesma causa, os dois acabam agindo em equipe até o fim do filme.
Bond e Goodhead encontram-se novamente no Rio de Janeiro, onde escapam da morte no bondinho do Pão de Açúcar após uma luta mortal entre 007 e Jaws, o enorme capanga de Drax. Os dois acabam presos no complexo de Drax na Floresta Amazônica e após conseguirem escapar, ela pilota o ônibus espacial Moonraker 6 até o grande segredo de Drax: uma base espacial em órbita terrestre, onde ele arregimenta espécimes de seres humanos tidos como perfeitos para povoar a Terra com uma raça superior após sua destruição por globos de gás venenosos, lançados na atmosfera desde a órbita.
Apos a morte de Drax e a destruição do complexo espacial, os dois terminam o filme fazendo amor em gravidade zero, dentro do Moonraker 6 usado para fuga da estação, para espanto das autoridades na Casa Branca e no Palácio de Buckingham, que a tudo acompanham por imagens transmitidas ao vivo do próprio ônibus espacial. 